# 胡爾沙根山
72°31′S 31°16′E / 72.517°S 31.267°E
胡爾沙根山是南極洲的山峰，位於東部南極洲的毛德皇后地，海拔高度2,100米，屬於比利時山脈的一部分，該山峰在1957至1958年由比利時探險隊發現，現時受南極條約體系管理。